# Союз солідарності Тайваню
Сою́з соліда́рності Тайваню (кит.: 臺灣團結聯盟) — політична партія в Республіці Китай, що виступає за незалежність держави.

## Історія та діяльність
Партію було офіційно створено в липні 2001 року. Її засновниками були прибічники колишнього президента Лі Ден Хуея.
Політична мета партії — створення Республіки Тайвань і додержання політики «декитаїзації», що полягає в поступовій відмові від символів і концепцій, що пов'язують Тайвань з КНР. Підтримує ухвалення нової конституції, а також закликає до зміни найменування «Республіка Китай» на «Тайвань».
Духовним лідером партії від самого її створення визнаний Лі Ден Хуей, хоч він ніколи не був її членом. Керівництво Союзу солідарності розраховує, що його особиста популярність дозволить здолати 5-відсотковий бар'єр на парламентських виборах. Сам Лі Ден Хуей агітує за кандидатів від партії під час своїх поїздок островом.
На виборах до законодавчих органів влади 2012 року Союз виборов 8,98 % голосів виборців й отримав три місця в Законодавчому Юані, а також новий для себе статус «третьої партії» в уряді.